# Hans Bögl
Hans Bögl (* 19. Juni 1899 in Neufeld an der Leitha; † 13. August 1974 in Eisenstadt, Burgenland) war ein österreichischer sozialdemokratischer Politiker und Landeshauptmann des Burgenlandes.

## Leben
Der im damals ungarischen Teil der Donaumonarchie geborene Bögl erlernte das Schlosserhandwerk und arbeitete als Gehilfe in den Böhlerwerken in Sollenau und im Neufelder Kohlentagbau. Ab 1918 engagierte er sich in der Bewegung der Freien Gewerkschaft und wurde Mitglied der Ungarischen Sozialdemokratischen Partei.
Während der Ersten Republik wurde Bögl 1922 Obmann der Landesorganisation der Sozialistischen Arbeiterjugend im Burgenland, 1927 Landesparteisekretär der SdAP Burgenland 1927 und Abgeordneter zum Burgenländischen Landtag (1927–1934). Durch die politischen Ereignisse der Jahre 1934–45 (Austrofaschismus 1933/34–1938, Anschluss Österreichs an das Dritte Reich 1938, Zweiter Weltkrieg 1939 bis 1945) wurde seine politische Karriere unterbrochen.
1945 war Bögl kurzfristig Bürgermeister der Stadt Ybbs in Niederösterreich, wo er in den letzten Jahren des NS-Regimes beim Kraftwerksbau von Ybbs-Persenbeug beschäftigt gewesen war und eine Widerstandsgruppe gegründet hatte. Ab Oktober 1945 war Bögl wieder prominent in seiner engeren Heimat tätig, nämlich als Mitglied der provisorischen Landesregierung und blieb bis 1962 Mitglied des burgenländischen Landtages. Als Landeshauptmann-Stellvertreter des Burgenlandes wirkte er 1962–1964, als Landeshauptmann des Burgenlandes vom 12. Juni 1964 bis zum 28. Juni 1966. Vom 9. Juni 1959 bis zum 14. Dezember 1962 gehörte Bögl dem österreichischen Nationalrat an.

## Auszeichnungen
- 1958: Großes Goldenes Ehrenzeichen für Verdienste um die Republik Österreich[1]
- 1966: Großes Silbernes Ehrenzeichen am Bande für Verdienste um die Republik Österreich[2]